# Jacques Laffite
Jacques-Henri Laffite (Pariz, Francuska, 21. studenog 1943.) je bivši vozač Formule 1.
U Formuli 1 natjecao se od 1974. do 1986., te u 180 utrka osvojio 6 pobjeda, 7 prvih startnih mjesta i najbržih krugova utrke, 32 podija, te ukupno 228 osvojenih bodova.

## Formula 1

### Frank Williams Racing Cars (1974. – 1975.)
Laffite je prvi nastup u Formuli 1 upisao na VN Njemačke 1974., za momčad Frank Williams Racing Cars koja je koristila Iso-Marlboro šasiju i Fordov V8 motor. Sljedeće 1975. vozi za istu momčad, ali ovog puta Williams dizajnira vlastitu šasiju. Na stazi gdje je prošle godine ostvario prvi nastup, ove godine 2. mjestom ostvaruje prvi podij i prve bodove u Formuli 1.

### Ligier (1976. – 1982.)
Sljedeće 1976. Laffite dolazi u novonastalu francusku momčad Equipe Ligier. Prve dvije utrke odustaje, a na trećoj osvaja prve bodove za Ligier. Na VN Belgije donosi momčadi prvi podij, a još se dva puta, na VN Austrije i VN Italije, penje na pobjedničko postolje. U sezoni 1977., prvi put pobjeđuje u Formuli 1, na stazi Anderstorp na VN Švedske. Na VN Nizozemske utrku završava na 2. mjestu. S 18 bodova na kraju prvenstva, sezona je nešto manje uspješnija nego prethodna. 1978. u sedam utrka uspjeva osvojiti bodove, a na Jarami i Nürburgringu osvaja 3. mjesto. Sezona 1979. je prva u kojoj Laffite ima momčadskog kolego tokom cijele godine. Riječ je o Francuzu Patricku Depailleru, kojeg je kasnije zamijenio Jacky Ickx. Laffite je odlično ušao u sezonu, te u prve dvije utrke, na VN Argentine i VN Brazila, ostvario dvije pobjede. No do kraja sezone više nije pobjeđivao iako je još osvojio četiri podija. Za sljedeću 1980., momčadski kolega mu je Didier Pironi, a Laffite ostvaruje jednu pobjedu te ukupno pet podija. Sezona 1981., vrhunac je Laffitove karijere u Formuli 1. Ligier je te sezone prešao na Matrine motore, a Laffite, iako nije dobro počeo sezonu, u nastavku s ukupno sedam podija i dvije pobjede na VN Austrije i VN Kanade bio konkurent za naslov prvaka do zadnje utkre. Posljednju utrku na Caesars Palaceu završio je na 6. mjestu, a naslov je pripao Nelsonu Piquetu. Sezone 1982., Laffite je skupio tek pet bodova.

### Williams (1983. – 1984.)
Laffite je 1983. potpisao za momčad Franka Williamsa. Momčadski kolega mu je bio aktualni svjetski prvak, Finac Keke Rosberg. No Laffite se nije najbolje snašao u novoj momčad. U utrkama koje je završio, uglavnom je osvajao bodove, ali bez ijednog podija i pobjede, dok je Rosberg pobijedio na VN Monaka, te osvojio još jedan podij. S 11 bodova, Laffite je završio na 11. mjestu. Sljedeća 1984. bila je još gora. Osvojio je bodove jedino na dvije VN SAD-a u Detroitu i Dallasu, i s 5 bodova završio na 14. mjestu u ukupnom poretku vozača.

### Ligier (1985. – 1986.)
Povratkom u Ligier, Laffite se preporodio. Momčad nije bila tako uspješna kao početkom 80-ih, ali je Laffite uspjeo ostvariti tri podija, što mu u Williamsu nije pošlo za rukom u dvije sezone. Sezonu 1985. je završio na 9. mjestu sa 16 bodova. Sljedeće 1985., Laffite je počeo 3. mjestom na Velikoj nagradi Brazila. U Detroitu je utrku završio na drugom mjestu. Na Brands Hatchu, došlo je do velikog sudara na startu, u kojem je sudjelovalo desetak vozača, među kojima i Laffite. Utrka je prekinuta, a Laffite je otpremljen u bolnicu zbog loma nogu. VN Velike Britanije bila je posljednja utrka u karijeri Formule 1 za Laffitea.

## Natjecanje u ostalim kategorijama
Laffite je devet puta nastupao na utrci 24 sata Le Mansa. Prvi put 1972., a posljednji put 1995. Najbolji rezultat ostvario je 1974. kada je u svojoj kategoriji bio peti, a u ukupnom poretku osvojio 8. mjesto. U Formuli 2 natjecao se od 1974. do 1978., a naslov prvaka osvojio je 1975. Nakon Formule 1, proveo je tri sezone u DTM-u te ostvario jednu pobjedu.
U listopadu 2008. testirao je Renault R27 na Paul Ricardu u Francuskoj. Radio je kao televizijski komentator na francuskoj televeziji TF1, a često zaigra i golf kao veliki ljubitelj tog sporta.

## Sažetak karijere
| Godina | Kategorija       | Momčad                                      | Utrke | Pobjede | Podiji | Bodovi | Poredak   |
| ------ | ---------------- | ------------------------------------------- | ----- | ------- | ------ | ------ | --------- |
| 1972.  | 24 sata Le Mansa | Automobiles Ligier                          | 1     | -       | -      | -      | DNF       |
| 1973.  | 24 sata Le Mansa | Automobiles Ligier                          | 1     | -       | -      | -      | DSQ       |
| 1974.  | 24 sata Le Mansa | Automobiles Ligier                          | 1     | -       | -      | -      | 8. (5.)   |
| 1974.  | Formula 2        | BP Racing France                            | 10    | 1       | 5      | 31     | 3.        |
| 1974.  | Formula 1        | Frank Williams Racing Cars                  | 5     | 0       | 0      | 0      | NC        |
| 1975.  | Formula 2        | Écurie Elf Ambrozium                        | 14    | 6       | 7      | 63     | 1.        |
| 1975.  | Formula 1        | Frank Williams Racing Cars                  | 12    | 0       | 1      | 6      | 12.       |
| 1976.  | Formula 2        | Fred Opert Racing Willi Kauhsen Racing Team | 3     | 0       | 2      | 0      | NC        |
| 1976.  | Formula 1        | Ligier Gitanes                              | 16    | 0       | 3      | 20     | 7.        |
| 1977.  | 24 sata Le Mansa | Renault Sport                               | 1     | -       | -      | -      | DNF       |
| 1977.  | Formula 2        | Fred Opert Racing                           | 3     | 0       | 0      | 0      | NC        |
| 1977.  | Formula 1        | Ligier Gitanes                              | 17    | 1       | 2      | 18     | 10.       |
| 1978.  | 24 sata Le Mansa | Grand Touring Cars Inc.                     | 1     | -       | -      | -      | 10. (5.)  |
| 1978.  | Formula 2        | Maublanc Racing Team Ecurie Univac          | 2     | 0       | 0      | 0      | NC        |
| 1978.  | Formula 1        | Ligier Gitanes                              | 16    | 0       | 2      | 19     | 8.        |
| 1979.  | Formula 1        | Ligier Gitanes                              | 15    | 2       | 6      | 36     | 4.        |
| 1980.  | Formula 1        | Equipe Ligier Gitanes                       | 14    | 1       | 5      | 34     | 4.        |
| 1981.  | Formula 1        | Equipe Talbot Gitanes                       | 15    | 2       | 6      | 44     | 4.        |
| 1982.  | Formula 1        | Equipe Talbot Gitanes                       | 16    | 0       | 1      | 5      | 17.       |
| 1983.  | Formula 1        | TAG Williams                                | 15    | 0       | 0      | 11     | 11.       |
| 1984.  | Formula 1        | Saudia Williams Honda                       | 16    | 0       | 0      | 5      | 14.       |
| 1985.  | Formula 1        | Equipe Ligier Equipe Ligier Gitanes         | 16    | 0       | 3      | 16     | 9.        |
| 1986.  | Formula 1        | Equipe Ligier                               | 9     | 0       | 2      | 14     | 8.        |
| 1987.  | WTCC             | Alfa Corse                                  | 6     | 0       | 0      | 86     | 17.       |
| 1990.  | 24 sata Le Mansa | Joest Porsche Racing                        | 1     | -       | -      | -      | 14. (14.) |
| 1990.  | DTM              | Bigazzi M Team                              | 22    | 1       | 3      | 107    | 7.        |
| 1991.  | DTM              | Snobeck S.A.                                | 24    | 0       | 3      | 81     | 11.       |
| 1992.  | DTM              | MS Racing                                   | 24    | 0       | 0      | 43     | 13.       |
| 1993.  | 24 sata Le Mansa | Jacadi Racing                               | 1     | -       | -      | -      | DNF       |
| 1994.  | 24 sata Le Mansa | Larbre Compétition                          | 1     | -       | -      | -      | DNF       |
| 1995.  | 24 sata Le Mansa | Team Bigazzi SRL                            | 1     | -       | -      | -      | 11. (9.)  |

## Vanjske poveznice
- Jacques Laffite na racing-reference.com
- Jacques Laffite F1 statistika na statsf1.com